# Ilyarachna hirticeps
Ilyarachna hirticeps is een pissebed uit de familie Munnopsidae. De wetenschappelijke naam van de soort is voor het eerst geldig gepubliceerd in 1870 door Sars.